# Gvidas Grigas
Gvidas Grigas (* 19. Januar 1980 in der Litauischen SSR) ist ein ehemaliger litauischer Fußballspieler, der zuletzt in Belgien gespielt hat.

## Karriere
In seiner Jugend (1997–1998) spielte Gvidas Grigas bei Inkaras-Grifas in Kaunas. Als Verteidiger spielte er beim Tweede-Klasse-Klub RFC Lüttich, Kalev Sillamäe, FBK Kaunas, FK Nevėžis, Sūduva Marijampolė, Inkaras Kaunas und Kareda Kaunas. Im Sommer 2010 wechselte er zu KSK Tongeren. Dort blieb er zwei Jahre, ehe er in unteren belgischen Ligen seine Laufbahn beendete.
Gvidas Grigas lebt in Tongern.